# 전북특별자치도의 무형문화재
전북특별자치도 무형문화재는 지방무형문화재 중에서 전북특별자치도 내에 있는 무형문화재를 의미한다.

## 지정목록
| 번호   | 사진 | 명칭                                                              | 소재지                                 | 관리자 (단체)                   | 지정일                                                                               | 참조                             |
| 1호    |      | 익산목발노래 (益山木발노래)                                       | 전북 익산시 함라면 신대리 산 64        | 익산목발노래 보존회             | 1973년 6월 30일 지정 2005년 6월 12일 해제(보유자 사망) 2012년 4월 27일 보유단체 인정 |                                  |
| 2호    |      | 판소리 (흥보가)(김명신)                                           | 전북 정읍시                            | 정읍시                          | 2005년 3월 11일 지정                                                                 |                                  |
| 2호    |      | 판소리 (판소리)                                                   | 전북 전북전역                          |                                 | 1984년 9월 20일 지정                                                                 |                                  |
| 2-2호  |      | 판소리(심청가, 이옥희) (판소리(沈淸歌, 李玉姬))                   | 전북 전주시                            | 전주시                          | 1984년 9월 20일 지정                                                                 |                                  |
| 2-5호  |      | 판소리(춘향가, 최채선)                                            | 전북 전주시                            | 전주시                          | 1992년 6월 20일 지정                                                                 |                                  |
| 2-6호  |      | 판소리(적벽가, 정병옥)                                            | 전북 전주시                            | 전주시                          | 1992년 6월 20일 지정                                                                 |                                  |
| 2-7호  |      | 판소리(춘향가, 조소녀)                                            | 전북 전주시                            | 전주시                          | 1996년 3월 29일 지정                                                                 |                                  |
| 2-8호  |      | 판소리(적벽가, 성준숙)                                            | 전북 전주시                            | 전주시                          | 1996년 3월 29일 지정                                                                 |                                  |
| 2-11호 |      | 판소리(흥보가, 이순단)                                            | 전북 전주시                            | 전주시                          | 2001년 6월 15일 지정                                                                 |                                  |
| 2-12호 |      | 판소리(심청가)(유영해) (판소리(沈淸歌)(柳永海))                   | 전북 장수군                            | 남원시                          | 2001년 6월 15일 지정                                                                 |                                  |
| 2-13호 |      | 판소리(수궁가)(박양덕) (판소리(守宮歌)(朴陽德))                   | 전북 남원시                            | 남원시                          | 2003년 7월 18일 지정                                                                 |                                  |
| 6-1호  |      | 향토술담그기(송순주, 김복순) (鄕土술담그기)                       | 전북 김제시 요촌동 384-24 외           | 김제시                          | 1987년 4월 28일 지정                                                                 |                                  |
| 6-2호  |      | 향토술담그기(이강주, 조정형) (鄕土술담그기(梨薑酒))               | 전북 전주시                            | 전주시                          | 1987년 4월 28일 지정                                                                 |                                  |
| 6-3호  |      | 향토술담그기(죽력고)(송명섭) (鄕土술담그기(竹瀝膏))               | 전북 정읍시 태인면 태흥리 395          | 정읍시                          | 2003년 12월 19일 지정                                                                |                                  |
| 6-4호  |      | 향토술담그기(송화백일주-조영귀) (전통술담그기(松花百日酒-趙永貴)) | 전북 완주군                            | 완주군                          | 2013년 5월 14일 지정                                                                 |                                  |
| 7호    |      | 정읍농악(소고)(김종수) (井邑農樂)                                 | 전북 정읍시                            | 정읍시                          | 1999년 4월 23일 지정                                                                 |                                  |
| 7호    |      | 농악 (農樂)                                                       | 전북 전북전역                          |                                 | 1987년 12월 31일 지정                                                                |                                  |
| 7-1호  |      | 부안농악(상쇠)(라모녀) (扶安農樂)                                 | 전북 부안군 부안읍 서외리 319          | 부안군                          | 1987년 12월 31일 지정                                                                |                                  |
| 7-2호  |      | 정읍농악(상쇠)(유지화) (井邑農樂)                                 | 전북 정읍시 상동 LG아파트 104-403      | 정읍시                          | 1996년 3월 29일 지정                                                                 |                                  |
| 7-3호  |      | 김제농악(상쇠)(이준용) (金堤農樂)                                 | 전북 김제시 백구면 부용리 25           | 김제시                          | 1999년 7월 9일 지정                                                                  |                                  |
| 7-4호  |      | 남원농악(상쇠)(류명철) (南原農樂)                                 | 전북 남원시 금지면 상귀리 82           | 남원시                          | 1998년 1월 9일 지정                                                                  |                                  |
| 7-6호  |      | 고창농악(고깔소고)(정창환) (高敞農樂)                             | 전북 고창군                            | 고창농악보존회                  | 1998년 지정,                                                                         | [ 깨진 링크 ( 과거 내용 찾기 ) ] |
| 7-6호  |      | 고창농악 (高敞農樂)                                               | 전북 고창군 성송면 향산1길 106         | 고창농악보존회                  | 2000년 지정                                                                          | [ 깨진 링크 ( 과거 내용 찾기 ) ] |
| 7-6호  |      | 고창농악(설장고)(정기환) (高敞農樂)                               | 전북 고창군 공음면 구암리 214 (정기환) | 고창농악보존회                  | 2005년 12월 16일 지정                                                                | [ 깨진 링크 ( 과거 내용 찾기 ) ] |
| 7-7호  |      | 익산성당포구농악                                                  | 전북 익산시 성당면 승댕이길 9          | 사단법인 익산성당포구농악보존회 | 2019년 6월 7일 지정                                                                  |                                  |
| 7-8호  |      | 고창농악(상쇠)(황규언) (高敞農樂)                                 | 전북 고창군                            | 고창농악보존회                  | 1999년 7월 지정, 7-6호 고창농악으로 통합                                             | [ 깨진 링크 ( 과거 내용 찾기 ) ] |
| 8호    |      | 가곡 (歌曲)                                                       | 전북 전주시                            | 전주시                          | 1992년 6월 20일 지정                                                                 |                                  |
| 9호    |      | 판소리장단(고법, 이성근)                                          | 전북 전주시                            | 전주시                          | 1992년 6월 20일 지정                                                                 |                                  |
| 9-2호  |      | 판소리장단(고법, 주봉신)                                          | 전북 전주시                            | 전주시                          | 1996년 3월 29일 지정                                                                 |                                  |
| 10호   |      | 선자장 (扇子匠)                                                   | 전북 전주시 완산구 대성동 242 외       |                                 | 1993년 6월 10일 지정                                                                 |                                  |
| 10-2호 |      | 선자장(합죽선,엄재수)                                             | 전북 전주시                            | 전주시                          | 2012년 8월 3일 지정                                                                  |                                  |
| 10-3호 |      | 선자장(태극선, 조충익)                                            | 전북 전주시                            | 전주시                          | 1998년 11월 27일 지정                                                                |                                  |
| 10-4호 |      | 선자장(합죽선,김동식)                                             | 전북 전주시                            | 전주시                          | 2007년 7월 13일 지정                                                                 |                                  |
| 11호   |      | 목기장(노동식) (木器匠)                                           | 전북 남원시 조산동 80-10               | 남원시                          | 1997년 12월 4일 지정                                                                 |                                  |
| 12-1호 |      | 악기장(대금,최종순)                                               | 전북 전주시                            | 전주시                          | 2012년 8월 3일 지정                                                                  |                                  |
| 12-4호 |      | 악기장(가야금, 고수환) (樂器匠)                                   | 전북 전주시                            |                                 | 1998년 1월 9일 지정                                                                  |                                  |
| 12-5호 |      | 악기장(거문고, 최동식)                                            | 전북 전주시                            | 전주시                          | 2000년 7월 7일 지정                                                                  |                                  |
| 13호   |      | 옻칠장(옻칠)(김영돌)                                              | 전북 남원시 아영면 갈계리 619          | 남원시                          | 1999년 10월 8일 지정                                                                 |                                  |
| 13-2호 |      | 옻칠장(옻칠, 이의식)                                              | 전북 전주시                            | 전주시                          | 1998년 11월 27일 지정                                                                |                                  |
| 14호   |      | 시조창(완제, 박인수)                                              | 전북 전주시                            | 전주시                          | 2000년 3월 10일 지정                                                                 |                                  |
| 14-1호 |      | 시조창(완제, 오종수)                                              | 전북 전주시                            | 전주시                          | 2006년 11월 3일 지정                                                                 |                                  |
| 14-2호 |      | 시조창(완제,임산본)                                               | 전북 전주시                            | 전주시                          | 1996년 3월 29일 지정                                                                 |                                  |
| 14-5호 |      | 시조창(완제, 김영희) (金永姬)                                     | 전북 전주시                            |                                 | 2012년 4월 27일 지정                                                                 |                                  |
| 15호   |      | 호남살풀이춤(동초수건춤, 최정철) (湖南살풀이춤)                   | 전북 전주시                            | 전주시                          | 1996년 3월 29일 지정                                                                 |                                  |
| 18호   |      | 영산작법보존회 (靈山作法保存會)                                   | 전북 전주시 진북동977-1                | 전주시                          | 1998년 1월 9일 지정                                                                  |                                  |
| 19-2호 |      | 목가구(전통창호, 김재중) (金載重)                                 | 전북 전주시                            |                                 | 2000년 11월 24일 지정                                                                |                                  |
| 19-3호 |      | 목가구(전주장, 소병진) (蘇秉辰)                                   | 전북 전주시                            |                                 | 2012년 4월 27일 지정                                                                 |                                  |
| 20호   |      | 매사냥(박정오) (매사냥)                                           | 전북 진안군 백안면 백암리 539-1        | 진안군                          | 2007년 3월 23일 지정                                                                 |                                  |
| 22호   |      | 침선장(침선, 최온순)                                              | 전북 전주시                            | 전주시                          | 1998년 11월 27일 지정                                                                |                                  |
| 22-2호 |      | 침선장(전통복식, 임순옥) (林順玉)                                 | 전북 군산시                            |                                 | 2012년 11월 30일 지정                                                                |                                  |
| 23호   |      | 죽염제조장(죽염제조)(허재근) (竹鹽製造匠(竹鹽製造))               | 전북 부안군 변산면 도청리 산1-3        | 부안군                          | 1999년 10월 8일 지정                                                                 |                                  |
| 24호   |      | 단청장(단청, 신우순) (丹靑匠)                                     | 전북 전주시                            | 전주시                          | 2007년 7월 20일 지정                                                                 |                                  |
| 25호   |      | 익산기세배보존회 (益山旗歲拜保存會)                               | 전북 익산시 금마면 동고도리 644        | 익산시                          | 2000년 11월 24일 지정                                                                |                                  |
| 26호   |      | 전북의앉은굿(독경)(최갑선) (全北의앉은굿(讀經))                   | 전북 군산시 조촌동 737-5               | 군산시                          | 2001년 6월 5일 지정                                                                  |                                  |
| 27호   |      | 탱화장(탱화)(유삼영) (幀畵匠(幀畵))                               | 전북 김제시 청하면 대청리 448-3        | 김제시                          | 2002년 4월 6일 지정                                                                  |                                  |
| 27-2호 |      | 탱화장(탱화, 이삼열) (李三烈)                                     | 전북 익산시                            |                                 | 2010년 5월 28일 지정                                                                 |                                  |
| 29호   |      | 사기장(청자)(이은규) (砂器匠)                                     | 전북 부안군 부안읍 유천리 166-41       | 부안군                          | 2004년 9월 10일 지정                                                                 |                                  |
| 30호   |      | 대목장(대목)(김정락) (大木匠)                                     | 전북 부안군 부안읍 내외리 276          | 부안군                          | 2004년 9월 10일 지정                                                                 |                                  |
| 31호   |      | 한지발장(한지발, 유배근) (한지발)                                 | 전북 전주시                            | 전주시                          | 2005년 3월 11일 지정                                                                 |                                  |
| 32호   |      | 금과들소리(들소리)(이정호)                                        | 전북 순창군 금과면 매우리 472          | 순창군                          | 2005년 3월 11일 지정                                                                 |                                  |
| 34호   |      | 가사(가사)(김봉기)                                                | 전북 부안군                            | 부안군                          | 2006년 6월 30일 지정                                                                 |                                  |
| 36호   |      | 석장(석조각)(김옥수) (石匠)                                       | 전북 익산시                            | 익산시                          | 2006년 11월 10일 지정                                                                |                                  |
| 36-2호 |      | 석장(석조각, 권오달) (權五炟)                                     | 전북 익산시                            |                                 | 2010년 11월 5일 지정                                                                 |                                  |
| 37호   |      | 고창오거리당산제보존회 (高敞오거리堂山第保存會)                   | 전북 고창군                            |                                 | 2007년 7월 27일 지정                                                                 |                                  |
| 38호   |      | 호남 넋풀이 굿(독경) (하진순)                                     | 전북 군산시 동흥남동 139               | 군산시                          | 2007년 10월 10일 지정                                                                |                                  |
| 39호   |      | 전통음식(전주비빔밥, 김년임)                                      | 전북 전주시                            | 전주시                          | 2008년 10월 6일 지정                                                                 |                                  |
| 40호   |      | 가야금산조(산조, 지성자) (池成子)                                 | 전북 전주시                            |                                 | 2010년 3월 12일 지정                                                                 |                                  |
| 41호   |      | 무주 부남 디딜방아 보존회                                         | 전북 무주군                            |                                 | 2010년 5월 28일 지정                                                                 |                                  |
| 42호   |      | 불교목조각장(목조각, 임성안) (林聖安)                             | 전북 김제시                            |                                 | 2010년 12월 24일 지정                                                                |                                  |
| 43호   |      | 방짜유기장(방짜, 이종덕) (李鍾德)                                 | 전북 김제시                            |                                 | 2011년 4월 29일 지정                                                                 |                                  |
| 44호   |      | 한량춤(한량무, 김무철) (金武喆)                                   | 전북 전주시                            |                                 | 2011년 9월 30일 지정                                                                 |                                  |
| 45호   |      | 우산장(지우산,윤규상)                                             | 전북 전주시                            | 전주시                          | 2011년 9월 30일 지정                                                                 |                                  |
| 46호   |      | 전라삼현육각보존회 (全羅三絃六角保存會)                           | 전북 전주시                            |                                 | 2011년 9월 30일 지정                                                                 |                                  |
| 47호   |      | 호남산조춤(산조춤, 이길주) (李吉珠)                               | 전북 익산시                            |                                 | 2013년 5월 24일 지정                                                                 |                                  |
| 48호   |      | 예기무(교방무, 김광숙) (金珖淑)                                   | 전북 전주시                            |                                 | 2013년 5월 24일 지정                                                                 |                                  |
| 49호   |      | 가야금병창(병창-박애숙) (伽倻琴竝唱(竝唱-朴愛淑))                 | 전북 전주시                            |                                 | 2013년 10월 25일 지정                                                                |                                  |
| 50호   |      | 전주 나전장(나전-최대규) (全州 螺鈿丈(螺鈿-崔大奎))               | 전북 전주시                            |                                 | 2013년 10월 25일 지정                                                                |                                  |
| 51호   |      | 전주 낙죽장(낙죽-이신입) (全州 烙竹丈(烙竹-李辰立))               | 전북 전주시                            |                                 | 2013년 10월 25일 지정                                                                |                                  |
| 52호   |      | 전라삼현승무(승무)                                                | 전북 전주시 덕진구 들사평 2길 8        | 문정근                          | 2014년 10월 24일 지정                                                                | ,                                |
| 53호   |      | 부거리 옹기장(옹기장)                                             | 전북                                   |                                 | 2015년 12월 28일 지정                                                                | ,                                |
| 54호   |      | 전주 모필장(장액붓)                                               | 전북                                   |                                 | 2015년 12월 28일 지정                                                                | ,                                |
| 55호   |      | 전북 겨루기 태권도                                                | 전북                                   |                                 | 2016년 10월 14일 지정                                                                | ,                                |
| 56호   |      | 무주 안성낙화놀이                                                 | 전북 무주군 안성면 금평리 두문마을     | 두문리 낙화놀이보존회           | 2016년 10월 14일 지정                                                                | ,                                |
| 57호   |      | 진안고원형옹기장(옹기장)                                          | 전북                                   |                                 | 2017년 1월 6일 지정                                                                  | ,                                |
| 58호   |      | 민속목조각장(목조각)                                              | 전북                                   |                                 | 2017년 1월 6일 지정                                                                  | ,                                |
| 59호   |      | 신관철(수건춤)                                                    | 전북 정읍시                            |                                 | 2017년 1월 6일 지정                                                                  | ,                                |
| 60호   |      | 색지장(색지공예)                                                  | 전북                                   |                                 | 2017년 1월 6일 지정                                                                  | ,                                |
| 61호   |      | 지승장(지승제조)                                                  | 전북                                   |                                 | 2017년 1월 6일 지정                                                                  | ,                                |
| 62호   |      | 전주배접장(배접,변경환)                                           | 전북 전주시                            |                                 | 2018년 3월 2일 지정                                                                  |                                  |
| 63호   |      | 전주기접놀이보존회                                                | 전북 전주시                            |                                 | 2018년 3월 2일 지정                                                                  |                                  |
| 64호   |      | 여산 호산춘                                                       | 전북 익산시 함열읍 함열 6길 44호       |                                 | 2018년 3월 16일 지정                                                                 | ,                                |
| 65호   |      | 야장                                                              | 전북                                   |                                 | 2019년 6월 7일 지정                                                                  | ,                                |